# Sofia Näsström
Sofia Näsström, född 1969, är en svensk författare och professor i statsvetenskap vid Uppsala universitet.

## Biografi
Näsströms forskning inom statsvetenskap har fokuserat på politisk filosofi och särskilt frågor om representation och folkstyre. Hon debuterade som författare inom facklitteratur både på svenska och engelska 2021. På svenska med boken Demokrati: en liten bok om en stor sak, en kort översikt som går igenom olika syner på demokrati, styrelseskickets för- och nackdelar och dess olika varianter.

## Utmärkelser
- 2021 – Disapriset för boken Demokrati: en liten bok om en stor sak[1]